# Marcenat (Allier)
 Marcenat  es una población y comuna francesa, situada en la región de Auvernia, departamento de Allier, en el distrito de Moulins y cantón de Saint-Pourçain-sur-Sioule.

## Demografía
| 382 | 359 | 291 | 349 | 330 | 303 |
| Para los censos de 1962 a 1999 la población legal corresponde a la población sin duplicidades (Fuente: INSEE [Consultar]) |     |     |     |     |     |